# 岡山石
岡山石（おかやませき、 Okayamalite）は、1998年に発表された日本産新鉱物で国立科学博物館の鉱物学者松原聰などにより、岡山県川上郡備中町布賀（現高梁市、地図 - Google マップ）から発見された。布賀はゲーレン石・スパー石スカルンが発達している。 化学組成はCa2B2SiO7で、正方晶系。ゲーレン石 (Gehlenite) のアルミニウムを硼素で置き換えた組成の種である。産出地の県名から命名された。